# Leucania postnigrescens
Leucania postnigrescens là một loài bướm đêm trong họ Noctuidae.